# 开普敦美国国际学校
开普敦美国国际学校 （AISCT）是一所成立于1997年的私立非营利性联合教育机构。 该学校教育来自50个国家/地区的500名学生，年龄在2至18岁之间，并受到来自世界各地的老师的指导。 学校的平均班级人数为16名学生，师生比例为10：1。 
AISCT位于君士坦丁山区中心的12英亩土地上， 桌山国家公园在其背景中高耸入云。 开普敦是一座充满活力的现代化城市，拥有400万人，并且一直被评为世界上最佳的居住地之一。 AISCT的学生能够利用城市提供的众多机会。 
校园分为四个部分：幼儿发展中心（ECD）：从“小灰熊”到幼儿园一；小学：幼儿园二至5年级；中学：6-8年级；和高中：9-12年级。 
学校董事会
AISCT由董事会监督。 董事会成员是根据学校基金会的章程任命的。 董事会保证了学校的持续财务偿付能力和整体成功。 
学校理事会
AISCT在全年中会召集一次学校理事会。 该理事会由七名成员组成，其中三名是由学校成员选举产生的社区成员，其中三名是由国际学校基金会（ISF） 董事会任命的，还有一名教员代表。 该基金会帮助建立了北雅加达国际学校 （1990年）， 上海社区国际学校 （1996年），美国开普敦国际学校（1997年）， 珀斯国际学校 （1999年）和杭州国际学校 （2002年）。 理事会负责建议和帮助指导学校的发展方向。 AISCT校长会参加所有会议。 

## 课程
AISCT遵循美国课程以包括英语和数学的通用核心标准 。 法语和西班牙语的外语教学从一年级开始。 高中时学校提供大学理事会 高级进修（AP）课程及AP Capstone课程，这为毕业生提供了获得除高中文凭以外的AP Capstone文凭的机会。 
学校年级可能与惯用的年级系统使用的编号或数字不同，但学校提供的图表可用作指导，前提是这是该孩子在学年8月1日之前的年龄。 

## 标准测试
外部标准化评估是重要的成绩信息来源。 AISCT聘请了许多外部成绩评估服务提供商，以确保学校的教学计划继续符合国际标准。 

## 幼儿发展中心
AISCT的幼儿发展中心（ECD）由“小灰熊”和幼儿园一组成。2-4岁儿童被归为“小灰熊”。 每个班级仅限14名学生。4-5岁的学生被归入幼儿园一，每个班的学生人数被限制在16名一下。 所有ECD班都配有一位老师和一名学习助手。 
ECD团队致力于培养整个孩子的成长，并确保通过雷焦艾米利亚（Reggio Emilia）哲学无缝过渡到小学。 这是一种立体的、真实的、以儿童为中心的学习方法，可以促进儿童有意义的关系，创造力和批判性思维能力。 这种独特的方法受到了意大利雷焦艾米利亚地区（Reggio Emilia）的学校的理念和实践的启发。 

### 雷焦艾米利亚方法的六项主要原则
1. 孩子的形象：孩子应被认为是坚强、有力、好奇和有能力的个体。 孩子渴望成长，他们应该由认真对待成长动力的成年人来引导。
2. 儿童的100种语言：儿童以多种方式交流和表达他们的思想和智慧。 所有渠道都是非常有价值的表达形式。
3. 项目教育：教师提出问题并开展工作，以发现孩子们的好奇心、想法和理论。 通过短期和长期的项目，孩子们可以探索爱好、解决问题、建立联系并进行批判性思考以增强学术基础。
4. 协作：协作和合作都是有意的，AISCT的孩子、家庭、教师和行政部门都是学校社区学习框架的共同建构者。
5. 记录：每个教室都通过孩子的言论和讨论记录来讲述孩子们学习的故事。 老师将孩子们思想和的写照及学习的照片精心布置成学习故事和展览。 这向学生证明了他们的工作是有价值的。
6. 环境是第三老师：美丽、井井有条、精心设计的教室提供放松和鼓舞人心的空间，促进沟通、交际、创造和探索。 通过有意识地利用空间、色彩、光线、儿童作品的展示以及对自然和细节的关注，环境成为了另一位老师，并成为进入并参与发人深省的相遇的邀请。

## 小学
小学为以后的学习生活奠定了基础。 在这些年中，学校与学生一起努力以帮助他们实现许多重要的学习目标和基准。 
基于通用核心标准的课程旨在满足所有学生的多样化需求。 平衡的扫盲方法被用来教授语言使用、阅读、写作、口语和听力技能。 学校旨在激发学习者建立对读写能力的信心和流利度。 
学校的数学计划旨在促进解决问题和数学推理。 重点放在培养学生强大的数感上，以确保他们学会使用多种策略并能解释他们的数学思维和推理。 
科学和社会研究包括促进调查和研究机会的学习单元。 所有科目中都融合了技术和创新，使学生能够运用其以提高他们的学术知识和技能。 
专业老师提供艺术、音乐、体育（PE）、戏剧、信息技术（IT）、图书馆、西班牙语和法语的课程。 外语学习从一年级开始。 
学校认识到家长与学校建立伙伴关系的重要性，并鼓励家长参与每个孩子的教育过程。 

## 中学
学校的中学部包括初中和高中。 学生有各自的时间表，每年有八门不同的课程。 学校采用轮替时间表，学生在星期一和星期三（A天）上同样的四个80分钟的课程，然后在星期二和星期四（B天）上另外四个80分钟的课程。 在星期五，他们在A天和B天的课程之间交替。 在星期一，星期二，星期三和星期四，学生与班主任有一个名为Communitas（拉丁语中的“社区”）的咨询时间，该咨询时间为20分钟。 这段时间用于品格教育、发布信息和公告、获得学术支持以及学校社区建设。 
初中
中学生参加五个核心课程：英语、数学、科学、社会研究（历史和地理）、外语和三个选修课，其中一门选修课是体育。 选修课程包括艺术、高科技、创新、设计和技术（IDT）、音乐、声乐、戏剧和制作。 
高中
高中每年提供65门课程。 每年，学生都参加五个核心领域的课程：英语、数学、科学、社会研究和外语。 此外，他们还选修了三门选修课以保证多元化和重点领域的平衡。 
毕业要求
AISCT在美国积分系统上运行，并以获得WASC认可的美国高中文凭作为其毕业资格凭证。 12年级的学生需在每个学科都必须获得指定数量的学分才有资格从学校毕业。 一年课程等于一学分。 
毕业要求还包括一定数量的服务时间、参加创新学期以及成功完成学校的高年级项目（独立研究项目）。 

## 咨询
大学择校指导
AISCT有一个专门的学习支持团队，包括学习支持老师、英语学习者老师（ELL）和辅导员，他们为学生提供在学术、社交和情感发展方面的特殊需求的支持。 高中辅导员还为高中提供咨询支持，并为高中学生提供大学择校指导。 AISCT的毕业生主要申请美国和加拿大的学院/大学，但也有许多学生申请英国、欧洲、南非、以及其他地区的的大学。 AISCT是Common App和UCAS申请流程的注册中心。 